# Джекі Перейра
Джекі Перейра (англ. Jackie Pereira, 29 жовтня 1964) — австралійська хокеїстка на траві.
Олімпійська чемпіонка 1988, 1996 років, учасниця 1992 року.
Переможниця Трофею чемпіонів 1991, 1993, 1995 років, срібна призерка 1987, 1989 років.
Чемпіонка світу 1994 року, срібна призерка 1990 року.